# ICQ
Az ICQ egy azonnali üzenetküldő alkalmazás. A neve egy szójáték, az angol „I seek you” (’kereslek’) kifejezésből származik, amit ugyanúgy kell kiejteni.

## Története
Az ICQ az egyik legnépszerűbb csevegő és üzenetküldő program, és egykor a magyar internetezők közül is ezt használták a legtöbben. Segítségével azonnal értesülhetünk arról, ha egy barátunk, ismerősünk fellép a netre (persze csak ha ezt ő is akarja). Küldhetünk neki üzenetet, amit akkor is megkap később, ha éppen nincs netközelben. Chatelhetünk vele, cserélhetünk fájlokat egymás között, valamint nagymértékben megkönnyíti az internetes játékok közbeni kommunikációt. Indíthatunk többszemélyes konferencia beszélgetést, ahova csak az csatlakozhat, akit mi behívunk. Szolgáltatótól függően küldhetünk SMS-eket, amiknek a célbaérkezéséről értesítést kapunk, valamint hívhatunk vonalas és mobiltelefont is.(Szintén szolgáltatótól függően. Erről bővebben tájékozódj a program felhasználói feltételeiből.)[forrás?]
2010 áprilisában a Digital Sky Technologies befektetőcég 187 millió dollárért megvette az AOL-tól az ICQ-t.
2024. június 26-án az ICQ leállt.

## Kliensek
- ICQ
- Jimm (Java-képes telefonra)
- Centericq (Linuxra)
- KICQ (Linuxra)
- Kopete Linuxra
- Pidgin (Linuxra, Windowsra)